# 川島四郎
川島 四郎（かわしま しろう、1895年（明治28年）2月8日 - 1986年（昭和61年）12月3日）は、日本の陸軍軍人、栄養学者。最終階級は陸軍主計少将。農学博士。

## 経歴
京都府出身。東本願寺内陣・川島幸之助の四男として生まれる。京都二中を卒業し、陸軍経理学校に入学。1918年（大正7年）5月、同校（12期）を卒業。同年12月、三等主計に任官し歩兵第12連隊付となる。第11師団経理部員、第8師団経理部員、独立守備歩兵第4大隊付兼関東軍経理部員などを歴任。
1927年（昭和2年）5月、経理学校高等科（5期）を卒業した。さらに、員外学生として東京帝国大学農学部農芸化学科に1930年（昭和5年）5月15日まで3年間派遣された。
1930年3月、陸軍糧秣本廠員兼陸軍航空本部員となり、経理学校教官兼陸軍航空技術研究所員、航空技術研究所員兼糧秣本廠員などを経て、1941年（昭和16年）8月、主計大佐に昇進した。
1941年12月、航空技術研究所第7部長に就任。1942年（昭和17年）3月2日、「軍用糧食に関する研究」により農学博士号を授与された。同年10月、第7航空技術研究所長となり、1945年（昭和20年）6月、主計少将に進んだ。同年9月、航空本部経理部付となり、同年12月、予備役に編入された。1947年（昭和22年）11月28日、公職追放仮指定を受けた。
戦後、栄養学者として桜美林大学教授、食料産業研究所長などを務め、栄養に関する本を多数書いた。
90歳過ぎまでナイロビなどアフリカへの旅行をし、現地に滞在して食事を研究した。1986年、ナイロビで感染したマラリアが元で逝去。

## 著書
- 『決戦下の日本糧食』朝日新聞社、1943年。
- 『食糧研究余話』主婦の友社、1947年。
- 『実兵50人を以てせる軍用糧食の栄養、人体実験の研究』東明社、1979年。
- 『まちがい栄養学』（正・続）毎日新聞社、1973年のち新潮社〈新潮文庫〉、1988年。
- 『食べ物さん、ありがとう』（サトウサンペイと共著。保健同人社刊・朝日文庫）
- 『続 食べ物さん、ありがとう』（サトウサンペイと共著。保健同人社刊・朝日文庫）
- 『続々 食べ物さん、ありがとう』（サトウサンペイと共著。保健同人社刊・朝日文庫）
- 『炊飯の科学』光生館、1974年。

## エピソード
食生活は独特で、食事らしい食事をとるのは夕食のみであった。朝は果物か砂糖と粉ミルク、粉末カルシウムを大量に入れたコーヒーを飲み、通勤中に数枚の昆布やビスケット、または乾きもののおつまみ類。昼も決まった食事はとらず、小腹のすいたときにビスケット類やナッツ類、とろろ昆布やおつまみ類などをつまみ、夕食だけ麦飯と大量の青菜、魚の缶詰といった具合で、腹一杯に食べるのは月に一回程度だった。1990年5月20日発行『クロワッサン』301号によると、徹底した実践派のため「自身の体をもって実験してみる」という姿勢を貫くあまり、自身だけではなく自分の子にも実験台にして人工栄養を「他人様の子どもに試して何か間違いがあっちゃいけない」と、先に息子に摂取させていた。おつまみ類などを愛用していた理由としてNHKの朝番組のインタビューでは「つまむという行為が大事」で「手が汚れない」ためであると述べている。また夕食の青菜はむだな味を付けず、その理由として食べ過ぎないためであると述べていた。青菜を愛用するのは葉緑素を多く含んだ青野菜を多く摂取することで、血液をアルカリ性の状態に保つこと、葉緑素を大量に摂ることは葉緑素と体中に酸素を配給する血液の中の、赤血球の血色素ヘモグロビンの化学構造がよく似ており、葉緑素が体の中に入るとピロール核の中央に位置するマグネシウムが鉄に入れかわって血色素となることだとした。アフリカ取材・観察での肉食のライオンもシマウマを仕留めて、まずは青草が詰まった緑色の腸から食べていると述べている。
『天皇の料理番』で知られる秋山徳蔵は、太平洋戦争の戦時中に川島の協力を得て、長野県で乾燥野菜を作り備蓄した。そこで作った乾燥野菜と、さらに乾パンを昭和天皇の食事に供した。天皇が当時の日本の食糧事情を考慮して、白米を遠慮する傾向はパンにおいても同様であり、「真っ白なパンはもったいないから、何か混ぜたらどうか」と側近を通じて打診があった。秋山らも最初はきな粉、次はトウモロコシ、その次は乾燥野菜という風にいろいろ混ぜて、順繰りに天皇の食事に供したという。